# Religioni in Ungheria
Cattolic...CalvinismoLuteranesimoCristianesimo ort...EbraismoAltre religioniNon religiosiAteiNon rispondeCattolicesimoCalvinismoLuteranesimoCristianesimo ortodossoEbraismoAltre religioniNon religiosiAteiNon rispondeReligioni in Ungheria
Le religioni in Ungheria sono state dominate per secoli dalle varie confessioni cristiane. Al censimento del 2011 il 38,9% degli ungheresi seguiva la Chiesa cattolica in Ungheria (nelle sue forme romana e di Chiesa greco-cattolica ungherese); 13,8% si considerava affiliato al protestantesimo (11,6% calvinismo, 2,2% luteranesimo); circa 2% professava altre religioni, il 16,7% dichiarava la propria irreligiosità (dovendo tener conto però anche di un 27,2% che rifiuta di rispondere); l'1,5% infine un ateismo convinto. Altre religioni praticate in Ungheria includono l'Islam del sunnismo e l'ebraismo.
Secondo i nuovi sondaggi sulla religiosità nell'Unione europea svolti nel 2012 dall'Eurobarometro il cristianesimo è la religione maggioritaria rappresentando il 71% della popolazione; i cattolici sono il più grande gruppo cristiano venendo a sommare il 58% dei cittadini; mentre i protestanti rappresentano il 7% e gli altri cristiani il 6%. I non credenti/agnosticismo rappresentano il 21% e gli atei l'1%.
Nel sondaggio Eurostat-Eurobarometer del 2005 il 44% ha risposto di credere che esiste un qualche Dio, il 31% invece credono che esista una sorta di spirito o di forza vitale ed infine il 19% non crede che esista nessun Dio, spirito o forza vitale.
Il più recente Pew Research Center ha scoperto che nel 2015 il 76% della popolazione ungherese si è dichiarata cristiana; il 21% religiosamente non affiliata - una categoria che comprende atei, agnostici e tutti coloro che non professano alcuna religione in particolare; mentre il 3% apparteneva ad altre fedi. I cristiani sono divisi tra il 56% di cattolici, il 13% di calvinisti, il 7% di altri cristiani e meno dell'1% di membri della Chiesa ortodossa. I religiosamente non affiliati si dividevano tra il 5% come atei e il 16% come non religiosi in generale.

## Cristianesimo
Alcune delle parti orientali del paese, soprattutto intorno a Debrecen (soprannominata "la Roma calvinista"), hanno ancora importanti comunità protestanti. La "Chiesa riformata in Ungheria" è la seconda più grande chiesa a livello nazionale con 1.622.000 aderenti e 600.000 membri attivi; essa possiede 1.249 congregazioni, 27 presbiteri e 1.550 ministri. Supporta 129 istituti di istruzione e dispone di 4 seminari teologici, situati a Debrecen, Sárospatak, Pápa e Budapest. Presente anche la Chiesa metodista, che al 2025, contava circa 30 comunità metodiste in 11 distretti in tutto il Paese.
La proporzione di protestanti si è mantenuta stabile nel corso del XX scorso, oscillando tra il 10% e il 25%.
Il cristianesimo ortodosso è stato la religione principalmente di alcune minoranze nazionali del paese, in particolare rumeni, ruteni, ucraini e serbi.
L'Ungheria è stata anche la patria di una numerosa comunità della Chiesa armeno-cattolica; essa celebra seguendo il rito armeno, seppur rimanendo unita con la Chiesa cattolica sotto il primato del Papa.
La Chiesa di Gesù Cristo dei Santi degli Ultimi Giorni è stata legalmente riconosciuta nel giugno del 1988 e la sua prima sede è stata inaugurata nel mese di ottobre dell'anno successivo dal presidente Thomas S. Monson. Nel giugno 1990 è stata creata la "Missione ungherese di Budapest", seguita dalla prima consacrazione nel giugno 2006. La missione, con i suoi distretti e distaccamenti comprende 21 reparti e filiali che servono circa 5000 membri.

## Ebraismo
Storicamente l'Ungheria ha sempre ospitato una significativa comunità ebraica, specialmente da quando molti ebrei perseguitati nell'impero russo trovarono rifugio nel Regno d'Ungheria durante il XIX secolo. Il censimento del gennaio 1941 ha rilevato che il 6,2% della popolazione, vale a dire 846.000 persone, era considerato ebreo secondo le "leggi razziali" di quel tempo. Di questo numero 725.000 sono stati considerati anche religiosamente ebrei.
Alcuni ebrei ungheresi sono riusciti a sfuggire all'Olocausto durante la seconda guerra mondiale, ma la maggior parte di essi (forse 550.000) hanno subito la deportazione nei campi di concentramento nazisti, da cui la maggior parte non è più tornata, oppure è stata uccisa dal Partito delle Croci Frecciate. La maggioranza degli ebrei che rimangono in Ungheria vivono nel centro di Budapest, specialmente nel distretto VII. La più grande sinagoga esistente nel continente europeo, la Sinagoga grande di Budapest, si trova nella capitale.

## Buddhismo
Negli ultimi decenni si è diffuso il buddhismo, principalmente nelle sue forme di buddhismo Vajrayāna, attraverso l'attività dei monaci missionari tibetani. Dal momento che in Ungheria le religioni sono incoraggiate a istituzionalizzarsi in corpi ecclesiali per poter essere riconosciuti dal governo si sono formate diverse istituzioni buddhiste, tra cui la "Chiesa buddhista ungherese", "Gate of Dharma Buddhist Church" e altre, soprattutto Vajrayāna. Un tempio del buddhismo cinese Shaolin è stato fondato a Budapest nel 1994.
Il movimento Buddhista Dalit, una denominazione recente emersa tra i Dalit in India, costituisce una forma di buddismo socialmente e politicamente impegnato per il miglioramento delle condizioni delle popolazioni emarginate; esso si è diffuso anche tra la minoranza etnica rom ungherese. Viene rappresentato principalmente dalla "Jai Bhim Network" e rimane collegata con la "Comunità Buddhista Triratna".

## Neopaganesimo
Nel corso degli ultimi decenni si è verificato un aumento dei movimenti facenti capo al neopaganesimo. Il paganesimo tradizionale ungherese, basato sulla mitologia ugrica e lo sciamanesimo di tradizione Táltos, è stato risuscitato e riconosciuto. Vengono rappresentati anche la "Chiesa Tradizionale dell'Ordine di Arpad", la "Chiesa dell'antica Ungheria", la "Comunità della religione ungherese", la "Chiesa Antica Táltos", lo "Yotengrit" e vari altri gruppi Táltos.
Alcuni ungheresi sostengono il turanismo e il Tengrismo, in special modo la "comunità Tengri". La Wicca britannica si è diffusa in Ungheria così come è avvenuto anche negli altri paesi dell'Europa occidentale. Zsuzsanna Budapest, una ungherese emigrata negli Stati Uniti d'America, è la fondatrice della denominazione Wiccana conosciuta come Dianismo, popolare nell'America del Nord. La "Celtic Wiccan Tradition Church" è una chiesa Wiccana del Celtismo.

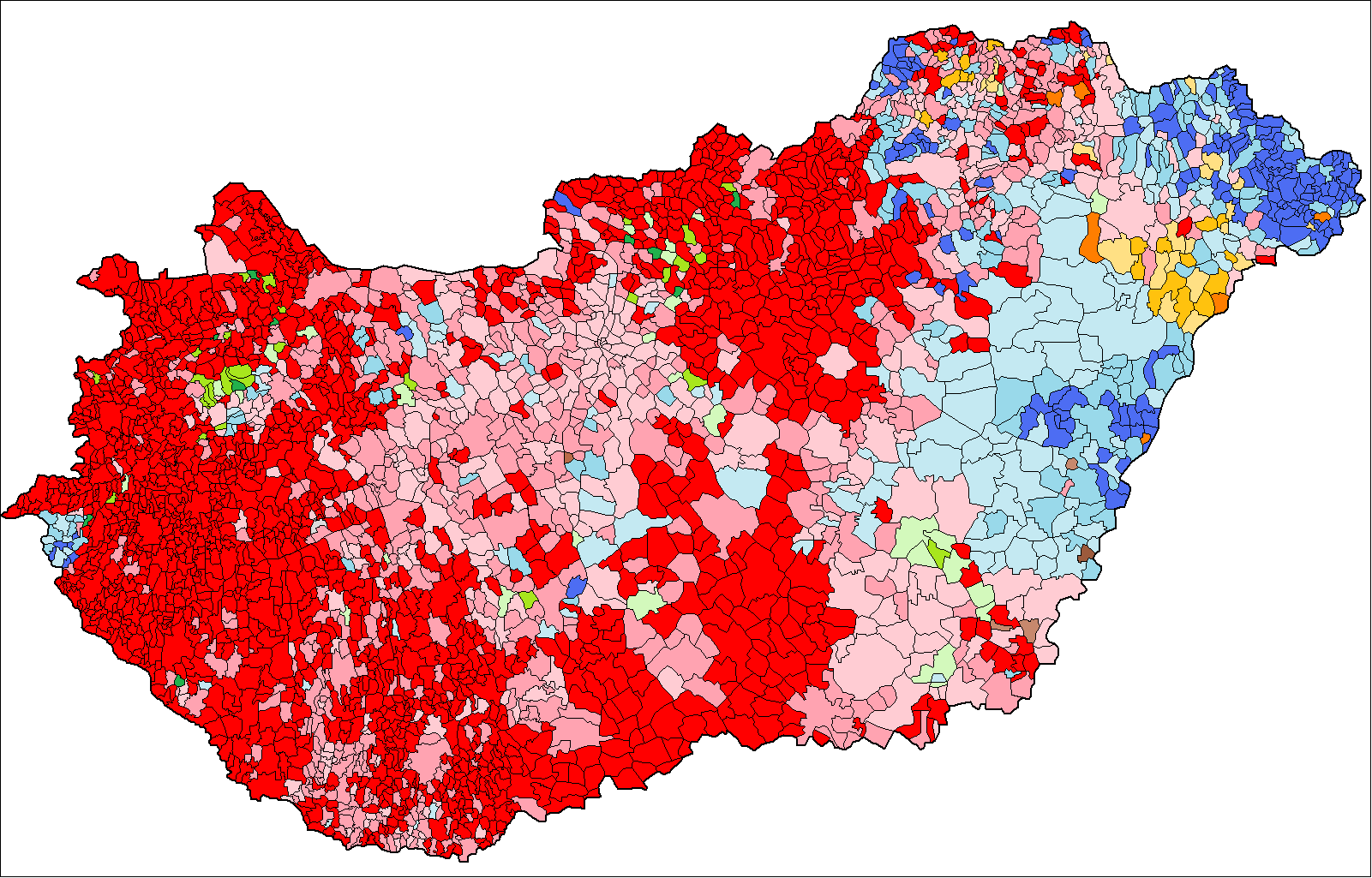
Demografia religiosa 2001: rosso/rosa-cattolici; blu/celeste-calvinisti; verde-luterani; arancio-cattolici greci; marrone-altri.

## Statistiche religiose
| Religione                    | 2001            | 2001  | 2011            | 2011  |
| Religione                    | Numeri assoluti | %     | Numeri assoluti | %     |
| ---------------------------- | --------------- | ----- | --------------- | ----- |
| Cristianesimo                | 7.500.982       | 73.5  | 5.253.998       | 52.9  |
| Chiesa cattolica in Ungheria | 5.289.521       | 51.9  | 3.691.348       | 37.1  |
| Chiese di rito orientale     | 268.935         | 2.6   | 179.176         | 1.8   |
| Calvinismo                   | 1.622.796       | 15.9  | 1.153.442       | 11.6  |
| Luteranesimo                 | 304.705         | 3.0   | 214.965         | 2.2   |
| Chiesa ortodossa             | 14.520          | 0.1   | 13.710          | 0.1   |
| Ebraismo                     | 12.871          | 0.1   | 10.965          | 0.1   |
| Altre religioni              | 96.760          | 0.9   | 167.231         | 1.7   |
| Irreligiosità                | 1.483.369       | 14.5  | 1.659.023       | 16.7  |
| Ateismo                      | n/a             | n/a   | 147.386         | 1.5   |
| Religione non dichiarata     | 1.104.333       | 10.8  | 2.699,025       | 27.2  |
| Popolazione totale           | 10.198,315      | 100.0 | 9.937.628       | 100.0 |